# Полет 447 на „Ер Франс“
Полет 447 на „Ер Франс“ е редовен международен пътнически полет от Рио де Жанейро, Бразилия до Париж, Франция изпълняван от самолет „Еърбъс А330-203“ на „Ер Франс“. На 1 юни 2009 г. непоследователни показания за въздушната скорост и неправилна комуникация довеждат до пилотска грешка, с която пилотите неволно вкарват машината в аеродинамичен срив. Те не успяват да извадят самолета от срива и машината се разбива в средата на Атлантическия океан в 02:14 UTC, като по този начин убива всички 228 пътници и екипаж на борда.
Бразилският флот изважда първите големи останки и 2 тела от морето в рамките на 5 дни след инцидента, но разследването от френското Бюро за разследване и анализ на безопасността на гражданската авиация първоначално е възпрепятствано, тъй като полетните записващи устройства на самолета не са извадени от океанското дъно до май 2011 г., близо две години след инцидента.
Окончателният доклад на Бюрото за разследване и анализ на безопасността на гражданската авиация, публикуван на пресконференция на 5 юли 2012 г., заключава, че самолетът претърпява временни несъответствия между измерванията на въздушната скорост – вероятно в резултат на ледени кристали, които пречат на „тръбите на Пито“ на самолета, което причинява прекъсване на връзката на автопилота. Екипажът реагира неправилно на това и кара самолета да влезе в аеродинамичен срив, който пилотите не успяват да коригират. Инцидентът е най-смъртоносният в историята на „Ер Франс“, както и най-смъртоносният авиационен инцидент с участието на „Еърбъс А330“.

Катастрофата предизвиква съдебно дело между 2011 г. 2019 г. срещу „Ер Франс“ и „Еърбъс“, в което компаниите са разследвани за непредумишлено убийство и небрежност и въпреки прокуроските обвинения, че „Ер Франс“ е наясно с технически проблеми с ключов инструмент за наблюдение на въздушната скорост на свои самолети, делото е прекратено септември 2019 г., защото „няма достатъчно основания за наказателно преследване“. През 2021 г. прокурор в Париж инициира ново дело срещу компаниите, като ги обвинява в непредумишлено убийство, но през декември група прокурори обявяват, че няма да искат осъдителни присъди, защото не могат да докажат вината на „Ер Франс“ и „Еърбъс“. На 17 април 2023 г. компаниите са оправдани в непредумишлено убийство. 

## Самолетът, екипажът и пътниците
Разбилият се самолет е Ербъс А330, с производствен номер 660 и регистрационен номер F-GZCP, като първият му полет е бил на 25 февруари 2005. Оборудван е с два двигателя Дженерал Електрик CF6-80E1A3, всеки от които генерира максимална тяга от 274 kN, достига крейсерска скорост от 913 км/ч на 10 700 м височина и максимална далечина на полета от 12 500 км. До инцидента самолетът е имал 18 870 летателни часа.
Поради дългия полет на борда има трима пилоти, които да се сменят – докато двама са в пилотската кабина, единият почива. Командир на полета е 58-годишният Марк Дюбоа, който е в Ер Франс от 1988 г. и има около 11 хил. летателни часа, вкл. 1700 на А330. Останалите двама пилоти са 37-годишният Давид Робер и 32-годишният Пиер-Седрик Бонен, които имат над 9 хил. летателни часа. 12-членният екипаж се състои от 1 бразилски и 11 френски граждани. Сред 216-те пътници на борда има граждани на 33 различни държави, като мнозинството са от Франция (61), Бразилия (58) и Германия (26).

## Катастрофа
Самолетът излита от международното летище на Рио де Жанейро в 19:29 местно време (22:29 UTC) на 31 май 2009 г. и поема курс на североизток в посока Северна Бразилия, Атлантическия океан, Северозападна Африка и Пиренейския полуостров, като по разписание трябва да пристигне на летище Шарл дьо Гол край Париж в 10:34 на следващия ден. Последният гласов контакт със самолета е осъществен в 01:35 UTC, когато екипажът докладва за преминаването на контролната навигационна точка INTOL, разположена на североизточното крайбрежие на Бразилия на 565 км от Натал. Самолетът напуска зоната на покритие на радарния контрол на бразилското въздушно пространство в 01:49 UTC. Оттук насетне до достигането на въздушното пространство на Сенегал полетът преминава над зона от океана без радарно покритие. В района, където прелита самолетът, често възникват мощни тропически циклони, съпроводени със зони на силна турбуленция. Обикновено екипажите „виждат“ бушуващите вихри с помощта на бордния радар и заобикалят зоните със силна турбулентност. Метеорологичните данни за времето и района на изчезването на самолета сочат, че там е бушувала тропическа буря със силни ветрове и проливен дъжд. Полет 447 трябва да навлезе във въздушното пространство на Сенегал около 02:20 UTC и след това във въздушното пространство на Кабо Верде (Острови Зелени нос) около 03:45. Малко след 04:00, когато става ясно, че от полета не са се свързали с ръководството на въздушното движение нито в Сенегал, нито в Кабо Верде, дежурният в РВД на Сенегал прави опит да се свърже с екипажа. Когато не получава отговор, той моли екипажа на друг полет на Ер Франс (AF459) да опита да се свърже с полет 447. Този опит също е безуспешен. Когато и следващите опити за свръзка не успяват, от двете страни на Атлантика започва търсене от въздуха на изчезналия лайнер. Търсенето се води от самолети на бразилските Военновъздушни сили от архипелага Фернандо де Нороня и френски разузнавателни самолети, базирани в Дакар, Сенегал. Към тях се присъединяват самолети на бреговата охрана на Бразилия, самолети за морско патрулиране „CASA CN-235“ от Испания и самолети за борба с подводници „P-3 Orion“ от Военноморските сили на САЩ.
В ранния следобед на 1 юни 2009 официални лица от Ер Франс и френското правителство вече изказват предположения, че може би самолетът е загубен безвъзвратно и няма надежда за оцелели. На следващия ден в търсенето се включват кораби от ВМС на Франция и бреговата охрана на Бразилия, както и френски изследователски кораб, оборудван с две мини подводници. Рано сутринта на 6 юни, 5 дни след изчезването на самолета, са открити две тела на пътници, заедно със седалка, раница с компютър и кожена чанта, съдържаща бордна карта за полет 447. На следващия ден, 7 юни, търсещите екипажи откриват вертикалния опашен стабилизатор на самолета с логото на Ер Франс. Снимките на тази част стават мъчителен символ за загубата на самолета. Усилията по издирването достигат своя връх през следващата седмица, като бразилската армия мобилизира над 1100 души в операцията. Освен това се включват 15 самолета и десетки кораби на военноморските сили и бреговата охрана. Самолет Embraer R99 на бразилските ВВС прелита общо над 100 часа и сканира електронно повече от 1 милион квадратни километра в океана. Други самолети, включени в издирването, претърсват визуално 320 хил. квадратни километра и насочват кораби, включени в усилията по издирването. До 16 юни от океана са извадени общо 50 тела на жертви, разпръснати в две обособени групи, отдалечени на повече от 50 км една от друга. След транспортиране до брега и разпознаването по зъбния статус и пръстовите отпечатъци, телата се оказват на 45 пътници, 4 стюардеси и командира на полета. На 26 юни Бразилия обявява край на издирвателната операция, като до този момент са извадени 640 отломки и части от самолета. Черните кутии на самолета не са открити, като се предполага, че те се намират на океанското дъно на повече от 4 километра дълбочина.
„Черните кутии“ на А330 са оборудвани с подводни акустични локатори, които могат да излъчват непрекъснато ултразвуков сигнал от голяма дълбочина в продължение на повече от 30 денонощия. За помощ в търсенето на черните кутии, на 5 юни 2009 г. към мястото на катастрофата е изпратена френската атомна подводница „Емерод“, която пристига в района на 10 юни. Заедно с мини подводницата „Наутилус“, която е в състояние да се спуска до океанското дъно, „Емерод“ започва сканиране на океана с високочувствителния си сонар, покривайки площ от 34 кв.км на ден. Франция поисква от ВМС на САЩ два подводни хидрофонни локатора, с които да се опитат да уловят сигналите от черните кутии. До средата на юли подводницата и два френски изследователски кораба, теглещи на буксир акустичните локатори, претърсват зона в радиус от 80 км от последната известна позиция на самолета, но без резултат. С изтощаването на батериите и спирането на радиосигнала вероятността за намирането на черните кутии нямалява до минимум.
От края на юли започва втората фаза на търсенето, в която чрез теглен на буксир сонар се сканира океанското дъно в опит да се намери фюзелажа на самолета. До средата на 2010 г. са проведени няколко безуспешни издирвателни операции на площ от десетки хиляди квадратни километра на различни места в океана. През юли 2010 г. американският консултант по издирване „Метрон“ е нает да изготви вероятностна карта, където да се фокусира търсенето на останките, базирана на вероятностните параметри от полетните данни и локалните метеорологични условия, комбинирани с резултатите от предишните издирвателни операции. Екипът на „Метрон“ използва класическият статистически метод за търсене на Бейс, който подход вече успешно е бил използван в миналото, например при търсенето на изчезналата американска атомна подводница „Скорпион“. Последната издирвателна операция започва в района, определен от „Метрон“ като най-вероятното място за останките на полет 447. В операцията се включва екип, воден от специалисти на Уудхолския океанографски институт в Масачузетс, САЩ, опериращи с дълбоководни автономни апарати за профилно сканиране на океанското дъно. По-малко от седмица след началото на операцията, на 3 април 2011 г., екипът открива сравнително компактна зона с голяма част от останките на полет AF447, пръснати на относително равна част от океанското дъно. Отломките, включващи доста голяма част от фюзелажа на самолета, двигателите, колесниците и части от крилата, както и тела на пътници, лежат на дълбочина между 3800 и 4000 метра под повърхността на Атлантическия океан, малко на север от мястото, където са открити първите тела и опашния стабилизатор още през юни 2009 г. Малката площ (200х600 м), на която са пръснати останките, предполага, че самолетът се е сблъскал цял с повърхността на океана. На 26 април френски изследователски кораб, с помощта на американски апарати с дистанционно управление, още при първото спускане до дъното открива кутията със записващото устройство за полетните данни на самолета. На 1 май записващото устройство заедно с паметта е извадено на повърхността, а на 2 май е открито и записващото устройство на гласовите данни от пилотската кабина, което е извадено на следващия ден. След това двете „черни кутии“ са изпратени във Франция са сваляне на информацията и анализ на данните, съдържащи се в тях. Единият от двигателите и части от авиониката, вкл. бордовите компютри, също са извадени на повърхността за анализ. Между 5 май и 3 юни 2011 са извадени още 104 тела на загинали от руините на самолета, с което общият брой на извадени тела достига 154, заедно с намерените 50 през 2009. Останалите 74 тела не са открити.

## Разследване
Скоро след инцидента във Франция започват две паралелни разследвания – криминално и техническо. Първоначалното разследване е силно затруднено поради липсващите черни кутии и по-голямата част от отломките на самолета, които евентуално биха могли да дадат насока на разследването. От самолета не са изпратени гласови сигнали за неизправности в някоя от системите на борда или друг вид проблеми, както и не е пращан сигнал „SOS“. Единствената достоверна информация са изпратените автоматични съобщения от бордните компютри на авиолайнера, които между 02:10 и 02:14 UTC изпращат 6 съобщения за повреди и 19 предупреждения, които се отнасят до навигацията, автопилота и управлението на полета. Различни версии и спекулации се появяват скоро след изчезването на самолета и продължават до излизането на окончателния доклад на френската Агенция за авиационни разследвания (BEA) на 5 юли 2012 г. Той потвърждава част от предишните версии и представя допълнителни подробности и препоръки за повишаването на сигурността в бъдеще.
Съгласно окончателния доклад, катастрофата е предизвикана от следната последователност от събития:
- временно несъответствие между измерените скорости, вероятно поради задръстването с ледени кристали на тръбите на Пито (уреди, използвани за измерването на скоростта), което е причинило автоматично изключване на автопилота и преминаване към ръчен режим на управление;
- пилотите са приложили неподходящи мерки за контрол, които са дестабилизирали полета;
- екипажът не е следвал подходящи процедури за загубата на информация за скоростта;
- пилотите не са реагирали навреме при определянето и коригирането на отклонението в полета;
- екипажът не е разбрал намаляването и пълната загуба на подемна сила, предизвикана от превишаването на максималния ъгъл на атака на крилата, което от своя страна е породено от рязкото повдигане на носа на самолета от пилотите след изключването на автопилота;
- екипажът не разпознава пълната загуба на подемна сила и следователно не предприема мерки за изправянето на самолета и намаляването на ъгъла на атака, което би могло да възстанови подемната сила (двигателите на самолета са били в пълна изправност и са работели с максимална мощност при удара с повърхността на океана)

Тези събития са в резултат на комбинация от следните фактори:
- на екипажа липсва практическо обучение за ръчно управление на самолета на голяма височина и в случай на аномалии при скоростните индикатори;
- действията на двамата пилоти са отслабени както от неразбирането на ситуацията по време на изключването на автопилота, така и от лошото справяне със стресовата ситуация;
- в пилотската кабина липсва ясна индикация за несъответствията в скоростните данни, довели до изключването на автопилота от бордовите компютри;
- пилотите не реагират адекватно на неколкократните предупреждения за загуба на подемна сила.

## Заключение
След окончателния анализ на всички данни от „черните кутии“, автоматичните съобщения, изпращани от бордната електроника по време на полета, както и съпоставяне с локалните метеорологични условия по време на инцидента, разследващите експерти стигат до следните заключения за последователността от събития, довели до катастрофата:
Съгласно общоприетата практика, веднага след излитането, командирът на полета изпраща единия от помощник-пилотите да почива през първата смяна в кабината за почивка, намираща се непосредствено зад пилотската кабина. В 01:55 UTC Дюбоа събужда втория пилот и казва „...той ще заеме мястото ми“. След като присъства на инструктажа между вторите пилоти, командирът напуска пилотската кабина с намерението да почива през втората смяна в 02:01 UTC. В 02:06 UTC пилотът предупреждава салонния екипаж (стюардите и стюардесите), че предстои навлизане в зона на турбуленция. 2 минути по-късно пилотите завиват самолета леко наляво и намаляват скоростта от Мах 0,82 до Мах 0,8 (препоръчителната „скорост за навлизане в турбулентност“). В 02:10:05 UTC автопилотът се самоизключва и самолетът преминава в ръчен режим на управление. Три секунди по-късно се изключват системите за „автоматична тяга“ на двигателите. Без автопилота самолетът започва да се накланя надясно поради турбуленцията и пилотът реагира, като рязко накланя лоста за управление наляво. Силното издърпване на лоста обаче не само компенсира накланянето надясно, но води и до наклон на самолета в обратната посока – наляво. През следващите 30 секунди самолетът се люшка наляво и надясно, докато пилотът се приспособява към характеристиките на ръчния режим на управление. В същото време пилотът рязко издига носа на самолета – действие, което е ненужно и прекомерно при тези обстоятелства. В пилотската кабина веднага прозвучава 2 пъти сигналът за „загуба на подемна сила“ на самолета поради превишаването на толеранса на ъгъла на атака, и линейната скорост на самолета рязко пада от 274 възела до 52 възела. Ъгълът на атака на самолета продължава да се увеличава и машината започва да се издига нагоре. По времето, когато пилотът овладява люлеенето, самолетът се изкачва с вертикална скорост от над 2000 метра в минута. В 02:10:34, след като са показвали неточно в продължение на половин минута, инструментите в лявата част на пилотската кабина отчитат рязък скок в скоростта до 215 възела, което прави и интегрираната инструментална система на борда половин минута по-късно (показанията на инструментите отдясно не се записват в паметта). Замръзването на тръбите на Пито е продължило малко повече от минута. Пилотът обаче продължава да държи лоста за управление силно издърпан назад, което означава вдигане на носа на самолета. В рамките на една минута положението на хоризонталния опашен стабилизатор от 3 градуса нагоре достига отклонение от 13 градуса нагоре и остава в това положение до самия край на полета. В 02:11:10 UTC самолетът се изкачва до максималната си височина от 11400 м. В този момент ъгълът на атака е 16 градуса, и лостовете за тягата са в положение „пълен напред“ (максимална тяга при излитане). В 02:11:15 ъгълът на атака бързо се увеличава до 30 градуса. Втора последица от преминаването към ръчен режим е, че се изключва автоматичната „защита срещу загуба на подемна сила“ на самолета. Докато при автоматичен режим компютрите за управление на полета ще предотвратят такъв висок ъгъл на атака, в ръчния режим това не се случва. В резултат на превишаването на максималния ъгъл на атака крилата на самолета загубват напълно подемната си сила и самолетът спира движението си напред. В 02:11:40 командирът влиза отново в пилотската кабина. Тогава ъгълът на атака е достигнал 40 градуса и самолетът пада до височина 10 500 метра с работещи почти на 100% от максималната си мощност двигатели. Сигналите за загуба на подемна сила спират, тъй като сега всички индикатори за скоростта се считат за невалидни от компютрите на самолета поради големия ъгъл на атака. С други думи самолетът е силно повдигнат с носа нагоре, но падащ надолу с голяма скорост. Около 20 секунди по-късно пилотът намалява малко наклона на самолета, индикаторите за скоростта отново стават валидни и предупреждението за загуба на подемна сила започва да звучи отново с прекъсвания през оставащото времетраене на полета. Оттук до самия край на полета ъгълът на атака не пада под 35 градуса. От пълната загуба на подемна сила до сблъсъка на самолета с повърхността на океана, двигателите реагират адекватно на командите и работят с пълна мощност, генерирайки повече от 100% от максималната тяга. Записът на полетните данни спира в 02:14:28 UTC – 3 часа и 45 минути след излитането. В този момент хоризонталната скорост на самолета е била 107 възела и той пада с вертикална скорост повече от 3270 метра в минута. Надлъжният му наклон е бил 16,2 градуса с носа нагоре със страничен наклон от 5,3 градуса наляво.
Самолетът остава без подемна сила през цялото време от 3 минути и 30 секунди, докато пада от 11 400 метра височина, преди да се сблъска с повърхността на океана със скорост от 151 възела (280 км/ч), състояща се от хоризонтална и вертикална компонента от по 107 възела всяка. Самолетът се разбива при удара, всички на борда загиват.